# Flughafen Glasgow-Prestwick

i7
i11
i13
Der Flughafen Glasgow-Prestwick (englisch Glasgow Prestwick Airport, IATA-Code: PIK, ICAO-Code: EGPK) ist ein internationaler Verkehrsflughafen nahe Prestwick in Schottland. Er wird hauptsächlich von Billigfluggesellschaften und für Frachtflüge genutzt und ist der drittgrößte Flughafen Schottlands nach dem Flughafen Edinburgh und dem 50 Kilometer entfernt gelegenen Flughafen Glasgow International.

## Lage und Verkehrsanbindung
Der Flughafen liegt einen Kilometer nördlich von Prestwick in Ayrshire und 46 km südwestlich der schottischen Metropole Glasgow. Er verfügt neben einer Anbindung an die Schnellstraße A79 auch über einen eigenen Flughafenbahnhof, über den ScotRail regelmäßige Verbindungen nach Glasgow und Ayr anbietet. Daneben gibt es mit den Linien X77 bzw. X100 eine Busverbindung nach Glasgow.

## Geschichte
Glasgow-Prestwick war Schottlands einziger amtlicher Flughafen für Transatlantikflüge, bis schließlich dessen Kapazitäten 1992 nicht mehr ausreichten und der internationale Flughafen Glasgow die neue Drehscheibe für Überseeflüge wurde, mit täglichen Flügen von und nach Amerika, Europa und Asien.
Im November 2013 verkaufte der bisherige Betreiber, die neuseeländische Investmentfirma Infratil, den defizitären Flughafen zum symbolischen Preis von einem Pfund an die schottische Regierung.
Der Flughafen wurde auch jahrzehntelang militärisch als strategische Tankbasis genutzt, in der Vergangenheit auch als ziviler und militärischer Trainingsflughafen. Der Fleet Air Arm (FAA) der Royal Navy (RN) unterhielt hier 44 Jahre, bis zum 1. Januar 2016, eine SAR-Einheit mit zuletzt Sea King HAS Mk.5 Helikoptern, sie bezeichnete die Station als Royal Naval Air Station Prestwick, kurz RNAS Prestwick bzw. HMS Gannet. Offiziell wurde der White Ensign endgültig am 5. Februar 2016 eingeholt.

## Öffentliche Nutzung
- Nach dem Abzug der Rettungshubschrauber des FAA befindet sich hier ein Stützpunkt der zivilen Hubschrauber-Seenotrettung im Auftrag von His Majesty’s Coastguard.[7]
- Der FAA der RN nutzt den Flughafen nach wie vor als vorgeschobene Einsatzbasis ihrer Helikopter. Diese Einsätze stehen im Zusammenhang mit jährlichen NATO-Manövern wie „Joint Warrier“ oder Einsatz und Ausbildung der in Faslane-on-Clyde stationierten U-Boote.[8]
- Die US Air Force nutzt den Platz regelmäßig für Zwischenstopps verschiedenster Flugzeugtypen zwischen Nordamerika und Europa bzw. darüber hinaus.[9] Auch die Marineflieger der US Navy nutzen den militärischen Bereich sporadisch[10], wobei deren P-8A seit 2024 vorwiegend RAF Lossiemouth mitnutzen.
- Nach der Ausweitung des russischen Angriffskriegs auf das gesamte Territorium unterhält die Royal Canadian Air Force seit Februar 2022 hier im Rahmen der Operation REASSURANCE eine Logistikdrehscheibe zwischen Kanada und europäischen Zielen. In den ersten Monaten wurde es als Tactical Air Lift Detachment (TAL Det) bezeichnet, dem zwei C-130J-Transportflugzeuge der 436. Squadron unterstellt wurden. Im September 2022 wurde hieraus die Air Task Force – Prestwick (ATF-P) mit drei C-130J, die im gesamten europäischen Luftraum, im Mittleren Osten und Afrika unterwegs sind.[11]

## Zivile Nutzung

### Passagiere
Außer Inlandszielen werden Linien- und Charterflüge zu europäischen Zielen sowie den Kanarischen Inseln angeboten.

### Fracht
Frachtflüge werden zu Zielen in Mitteleuropa und den USA durchgeführt.

### Raumfahrt
Als Prestwick Spaceport soll der Flughafen für den flugzeuggestützten Start von Trägerraketen des britischen Raumfahrtunternehmens Astraius genutzt werden. Ein erster Start wurde für 2024 angekündigt.

## Zwischenfälle
- Am 28. August 1944 stürzte eine Douglas DC-4/C-54A-1-DC der United States Army Air Forces (USAAF) (Luftfahrzeugkennzeichen 42-72171) im Anflug auf den Flughafen Prestwick bei schlechter Sicht in ein Wohngebiet. Alle 20 Insassen, sechs Besatzungsmitglieder und 14 Passagiere, wurden getötet, außerdem 5 Menschen am Boden.[13]

- Am Abend des 20. Oktober 1948 wurde eine vom Chefpilot der niederländischen KLM Royal Dutch Airlines, Dirk Parmentier, gesteuerte Lockheed L-049 Constellation (PH-TEN) während des Landeanflugs auf den Flughafen Prestwick fünf Kilometer östlich des Flughafens in Hochspannungsleitungen geflogen. Durch diesem CFIT (Controlled flight into terrain) wurden alle 40 Personen an Bord getötet.[14][15]

- Am 25. Dezember 1954 kam es mit einer Boeing 377 der British Overseas Airways Corporation (BOAC) (G-ALSA) auf dem Flughafen Prestwick zu einem extrem harten Aufsetzen vor dem Landebahnanfang. Die aus London kommende Maschine sprang wieder hoch und stürzte auf die Landebahn. Von den 36 Insassen wurden 28 getötet, darunter alle Passagiere bis auf einen.[16]

- Am 28. April 1958 wurde eine Vickers Viscount 802 der British European Airways (BEA) (G-AORC) im Anflug auf den Flughafen Prestwick ins Gelände geflogen und brannte aus. Gründe waren eine Instrumenten-Fehlinterpretation des Kapitäns, mangelhafte Zusammenarbeit innerhalb der Cockpit-Crew und ein ergonomisch schlecht gestalteter Höhenmesser mit zweideutiger Anzeige. Alle fünf Insassen überlebten.[17]